# ليتشوان، هوبى
ليتشوان، هوبى (بالصينية: 利川市 )‏ هي مدينة على مستوى مقاطعة، وتقسيم فرعي في خوبى، في جمهورية الصين الشعبية، تتبع Enshi Tujia and Miao Autonomous Prefecture ‏، تبلغ مساحتها 4,603 كيلومتر مربع، رمزها البريدي هو 445400.

## التقسيمات الإدارية
- Zhonglu [الإنجليزية]‏.

## أعلام
- تانغ تسان